# Fanny Strömberg
Fanny Amalia Josefina Strömberg, tidigare Olofsson, född 21 januari 1859 i Göteborg, död 21 februari 1939, var en svensk skådespelare och teaterdirektör. Hon var direktör på Folkteatern i Stockholm 1893–1895 och från 1914. 

## Biografi
Anställd hos Ottilia Littmarck 1878, hos Knut Tivander (Tivoliteatern i Oslo) 1880–1884, vid Nya teatern i Göteborg 1884–1885, hos Carl Nyman 1885–1886. Från 1887 var hon aktiv på Folkteatern i Stockholm, där hon 1893–1895 var direktör. Bland hennes roller fanns Veronica i Den ondes besegrare, Anna Jolanta i Banditen, Gervaise i Fällan, Aurore i Pelle Grönlunds bryggeri, Hanna Jagert, Julia i Syfröknarna, Constance i Preussare och fransmän samt Fru Pylo i Anna Stina i Stockholm.
Hon var gift med teaterdirektören Carl Lund och sedan med teaterdirektören Johan Strömberg. Hon är gravsatt på Norra begravningsplatsen i Stockholm.

## Teater

### Roller (ej komplett)
| År   | Roll                     | Produktion                                     | Regi | Teater      |
| ---- | ------------------------ | ---------------------------------------------- | ---- | ----------- |
| 1892 | Anna Jolanta Branner     | Banditer August Blanche                        |      | Folkteatern |
| 1914 | Kristin Sjölund          | Pojkarna på Storholmen Sigurd Wallén           |      | Folkteatern |
| 1914 |                          | Dagen efter Axel Breidahl                      |      | Folkteatern |
| 1914 |                          | En kaféflicka Björn Hodell                     |      | Folkteatern |
| 1916 |                          | Frun av stånd och frun i ståndet Frans Hedberg |      | Folkteatern |
| 1923 | Fru Carlsson, månglerska | Frun av stånd och frun i ståndet Frans Hedberg |      | Folkteatern |

## Fotnoter
1. ↑  Rotemannen, CD-ROM, Sveriges Släktforskarförbund/Stockholms Stadsarkiv (2012).
2. ↑  Norra begravningsplatsen, kvarter 16A3, gravnummer 898 på Hittagraven.se. Åtkomst 25 juli 2012.
3. ↑  ”Teater, konst, litteratur”. Dagens Nyheter:  s. 7. 6 oktober 1914. https://arkivet.dn.se/sok/?searchTerm=&fromPublicationDate=1914-10-06&toPublicationDate=1914-10-06. Läst 15 juli 2015.
4. ↑  ”Teater, konst, litteratur”. Dagens Nyheter:  s. 11. 25 oktober 1914. https://arkivet.dn.se/tidning/1914-10-25/15958/11. Läst 25 december 2020.
5. ↑  Mae (19 november 1914). ”Teater, konst, litteratur”. Dagens Nyheter:  s. 7. https://arkivet.dn.se/tidning/1914-11-19/15983/7. Läst 25 december 2020.
6. ↑  Bo Bergman (8 april 1916). ”Teater, konst, litteratur”. Dagens Nyheter:  s. 7. https://arkivet.dn.se/tidning/1916-04-08/96/7. Läst 25 december 2020.
7. ↑  ”Teater och Musik”. Dagens Nyheter:  s. 12. 1 november 1923. http://arkivet.dn.se/arkivet/tidning/1923-11-01/297/12. Läst 18 mars 2016.